# Galerie des Beautés

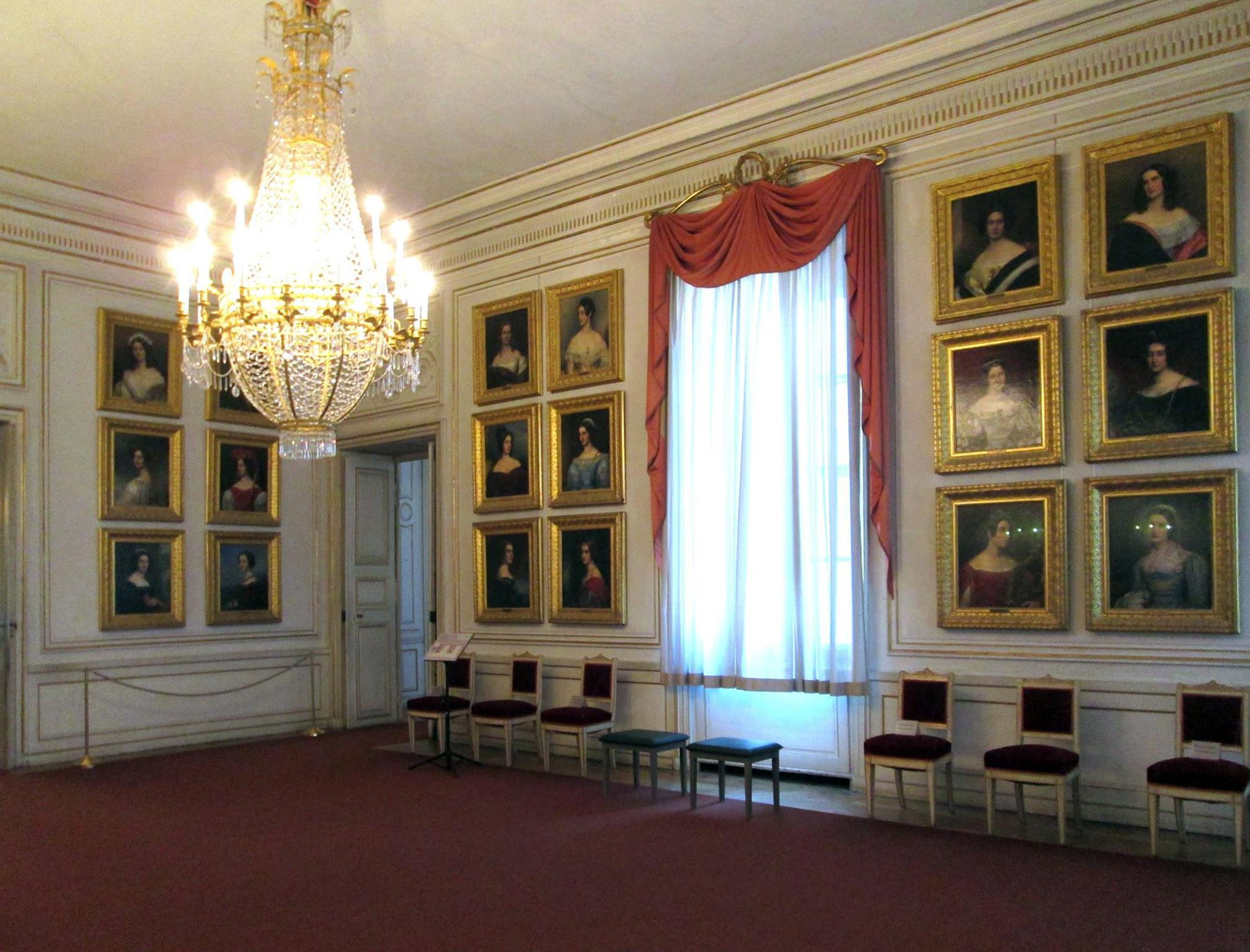
Vue d'ensemble de la galerie des Beautés.

La galerie des Beautés (en allemand, Schönheitengalerie) est une galerie de portraits commandée par Louis Ier de Bavière au château de Nymphenburg. Elle se trouve à l'intérieur du pavillon sud du château et rassemble trente-six portraits de femmes célèbres pour leur beauté et peintes entre 1827 et 1850 par Joseph Karl Stieler, nommé peintre de cour en 1820.

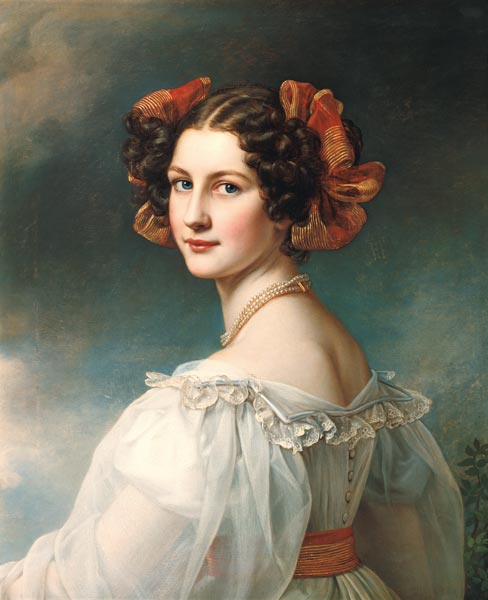
Auguste Strobl.
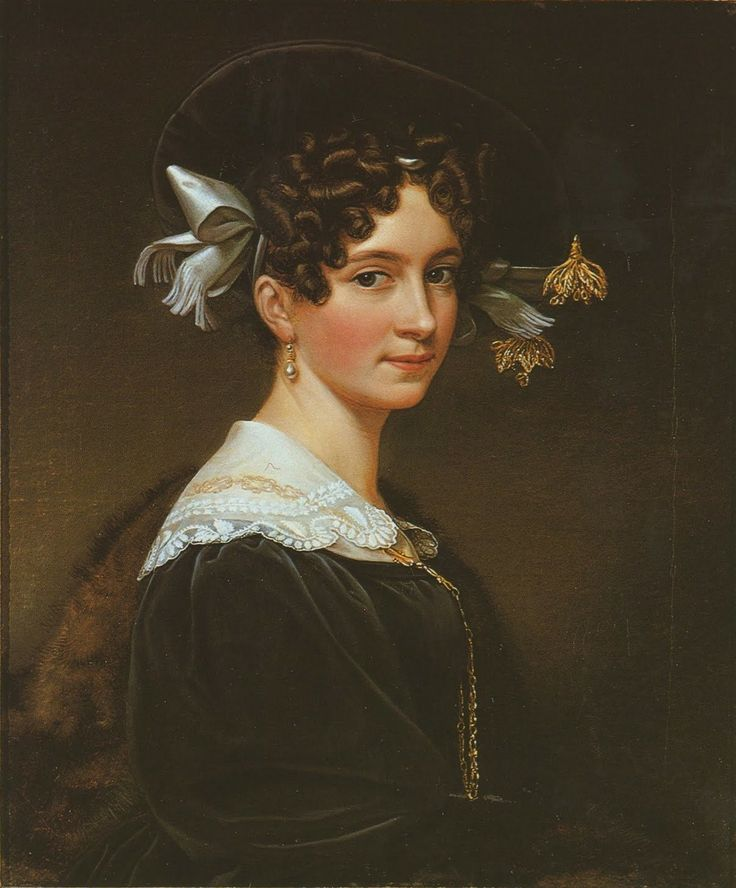
Maximiliane Borzaga.
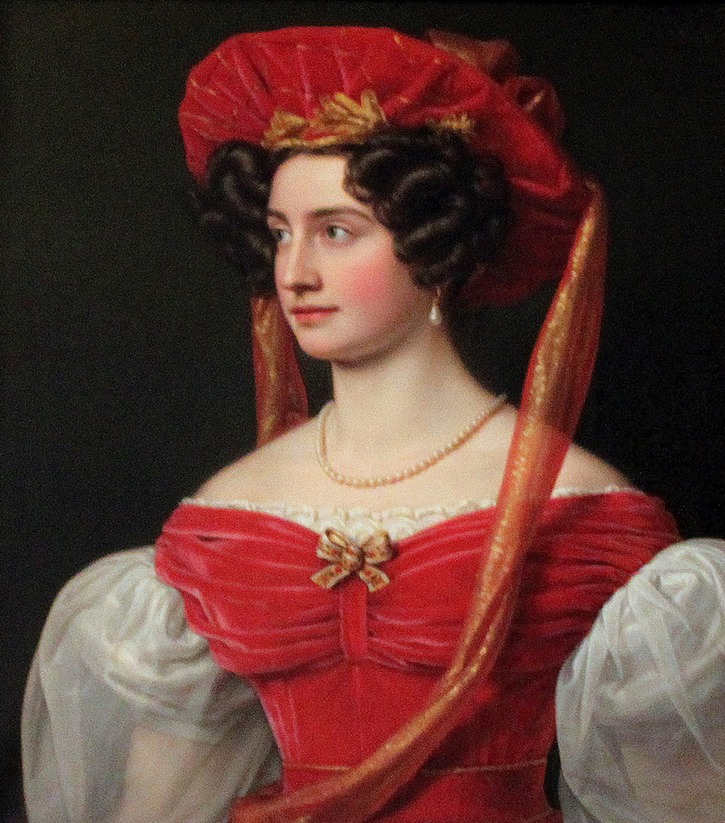
Isabella von Taufkirchen.
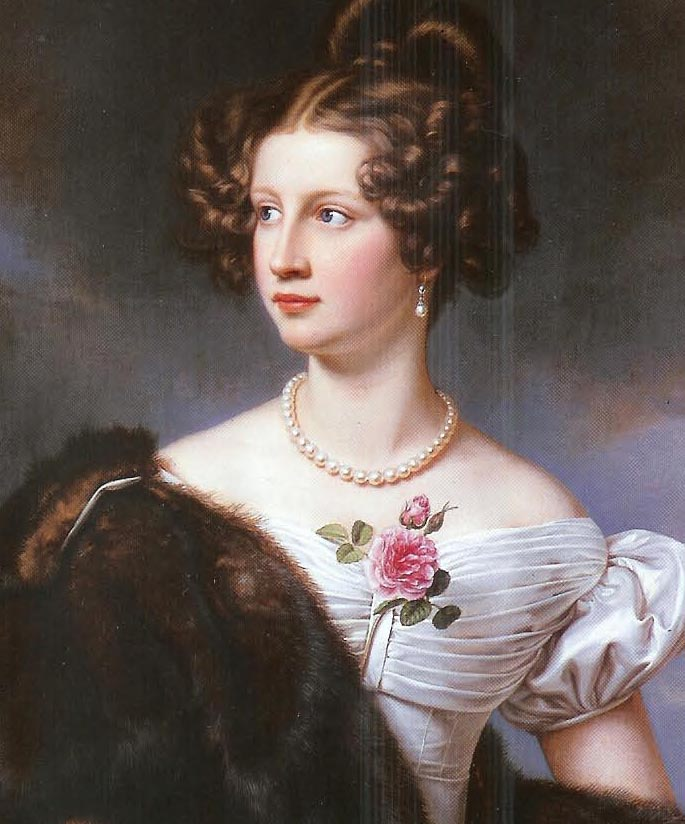
Baronne von Krüdener.
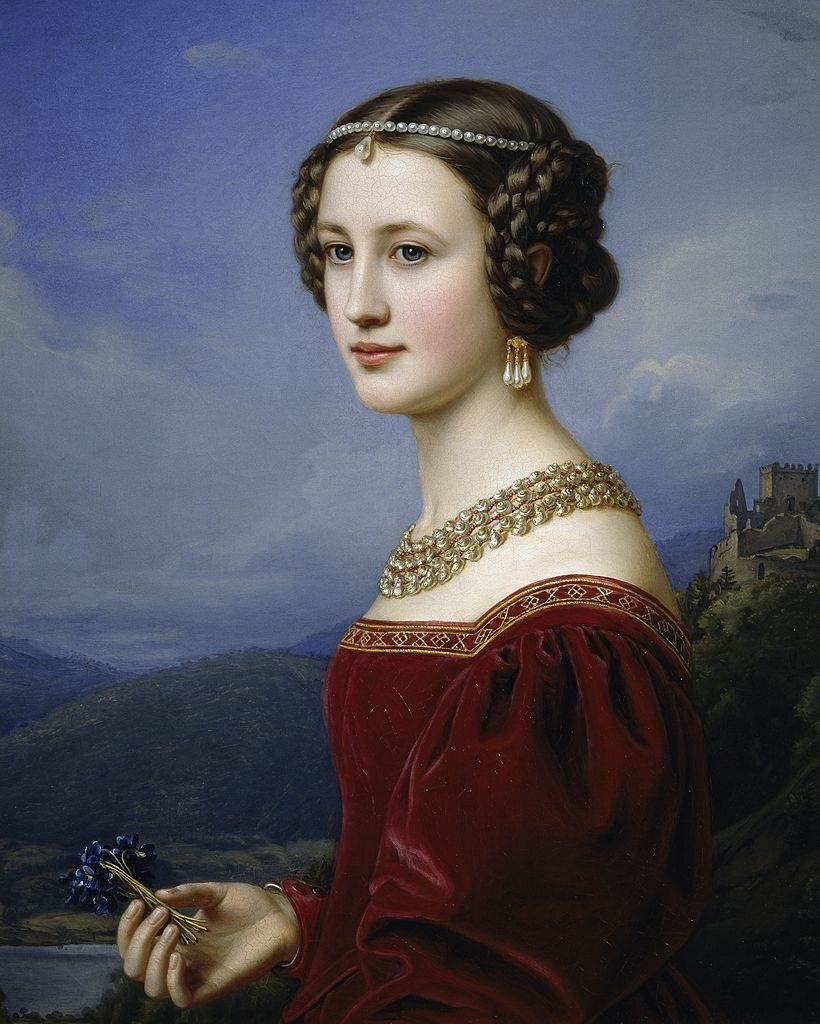
Cornelia Vetterlein.

Sont rassemblés par ordre chronologique les portraits suivants :
- Auguste Strobl (1807-1871), 1827
- Maximiliane Borzaga (1806-1837), 1827
- Isabella von Taufkirchen-Engelberg (1808-1855), 1828
- Amalie von Lerchenfeld, baronne von Krüdener (1808-1888), 1828
- Cornelia Vetterlein (1811-1862), 1828

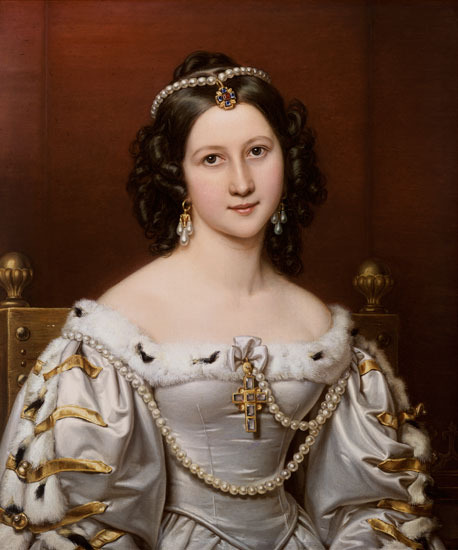
Charlotte von Hagn.
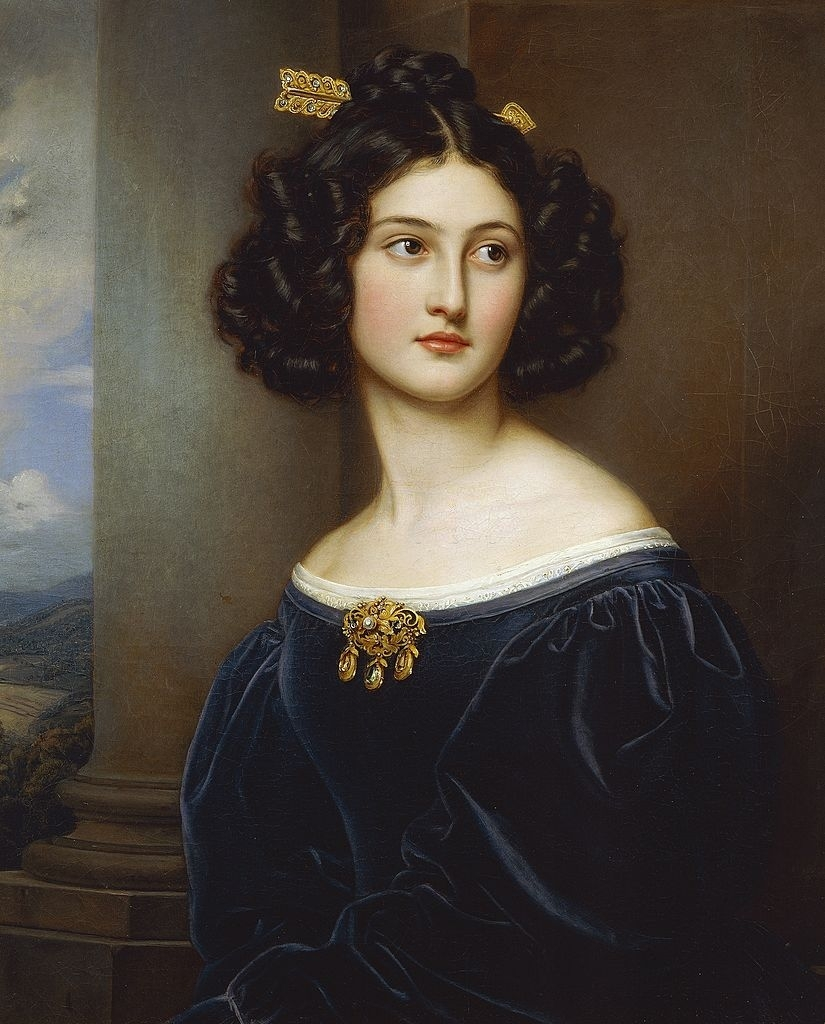
Nanette Kaula.
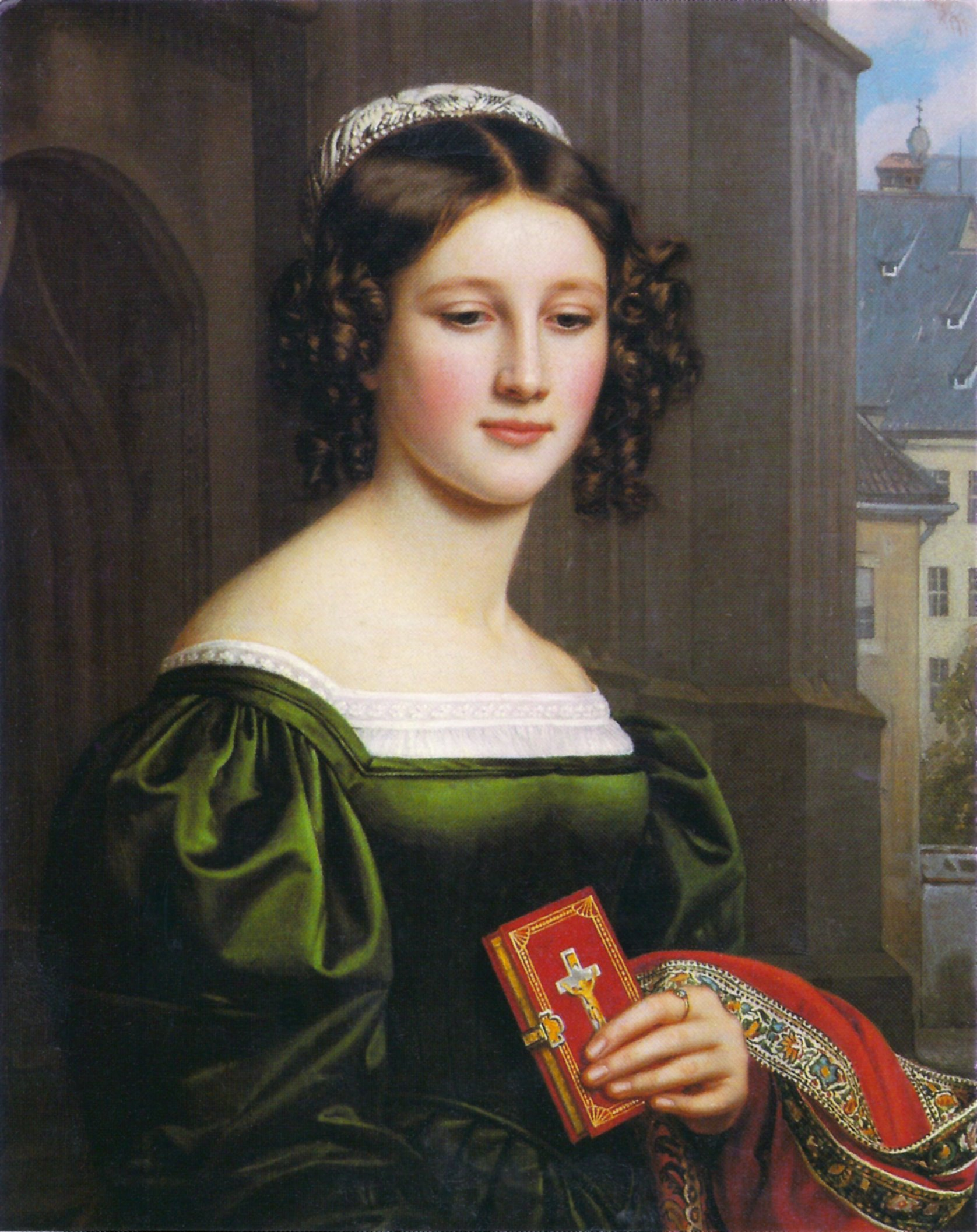
Anna Hillmayer.
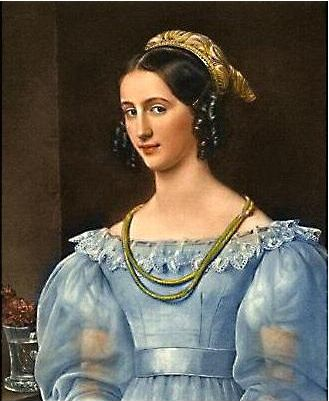
Regina Daxenberger.
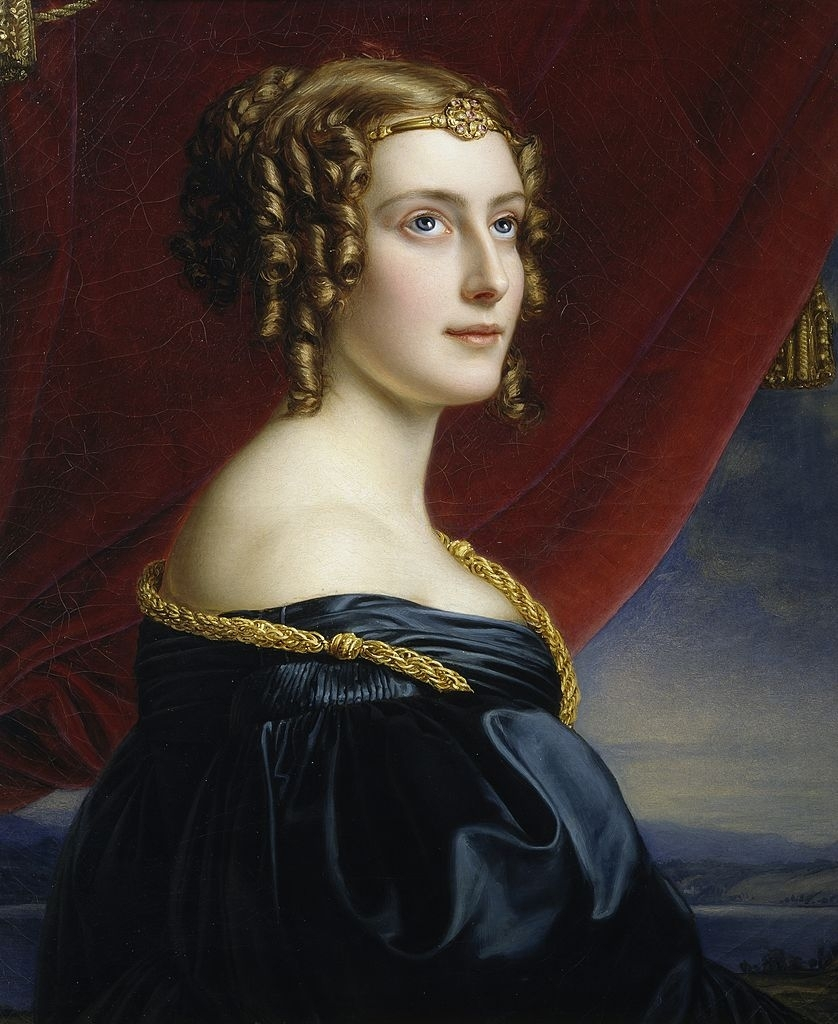
Jane Digby.
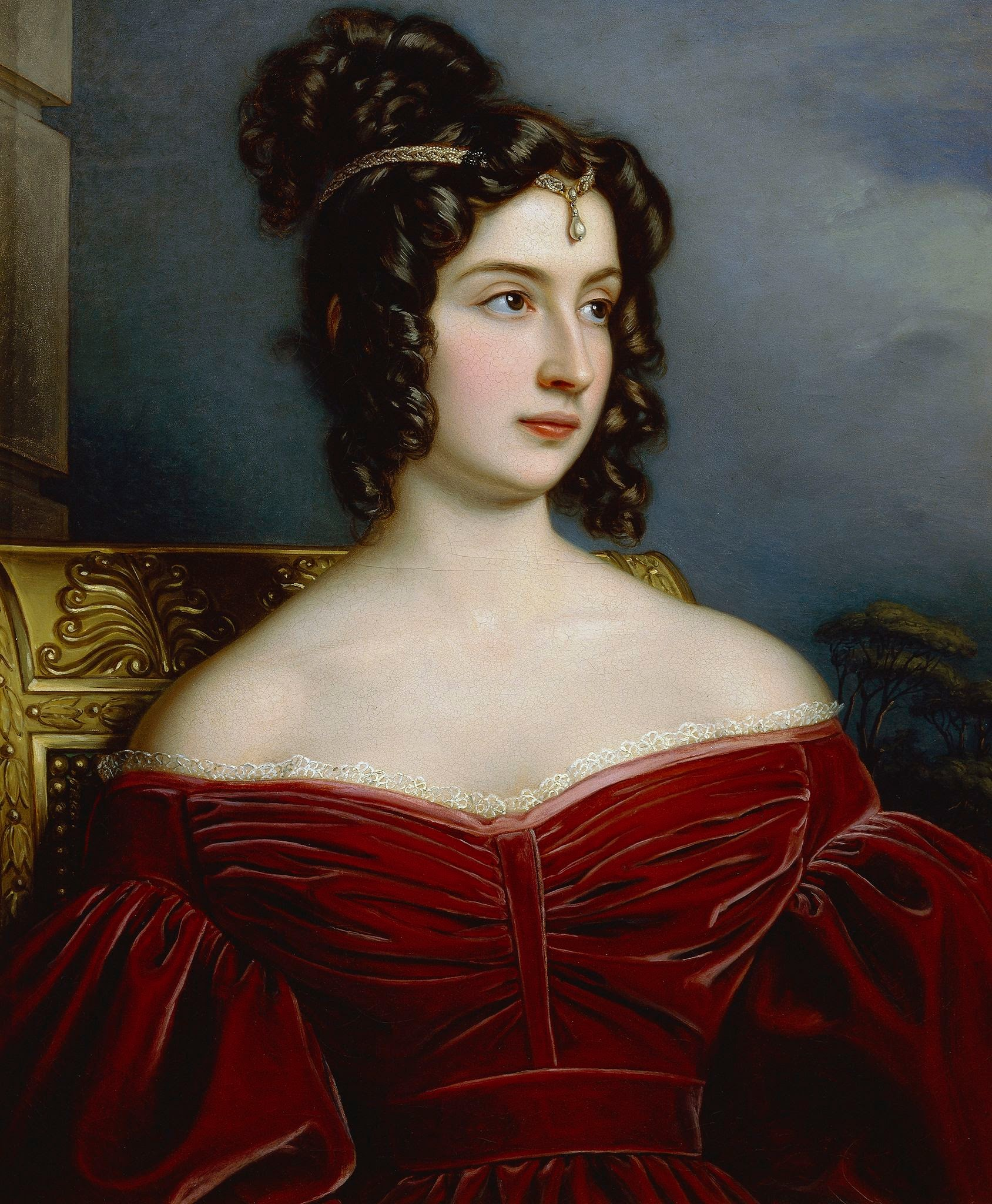
Marianna Florenzi.

- Charlotte von Hagn (1809-1891), 1828
- Nanette Kaula, future Mme Salomon Heine (1812-1877), 1829
- Anna Hillmayer (1812-1847), 1829
- Regina Daxenberger (1811-1872), 1829
- Jane Digby, future comtesse d'Ellenborough (1807-1881), 1831
- Marianna Bacinetti, marquise Florenzi (1802-1870), 1831

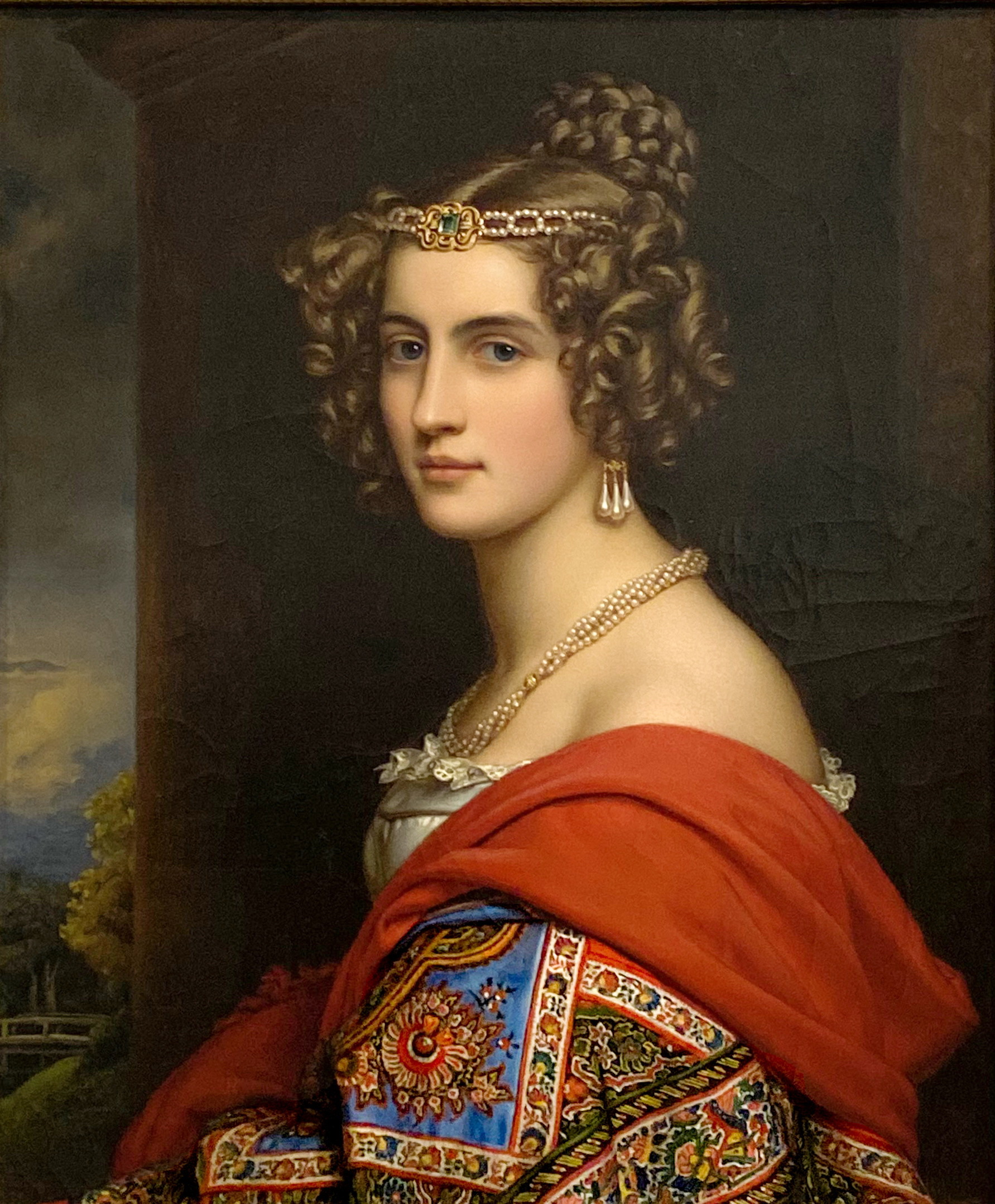
Amalie von Schintling.
Helene Sedlmayr.
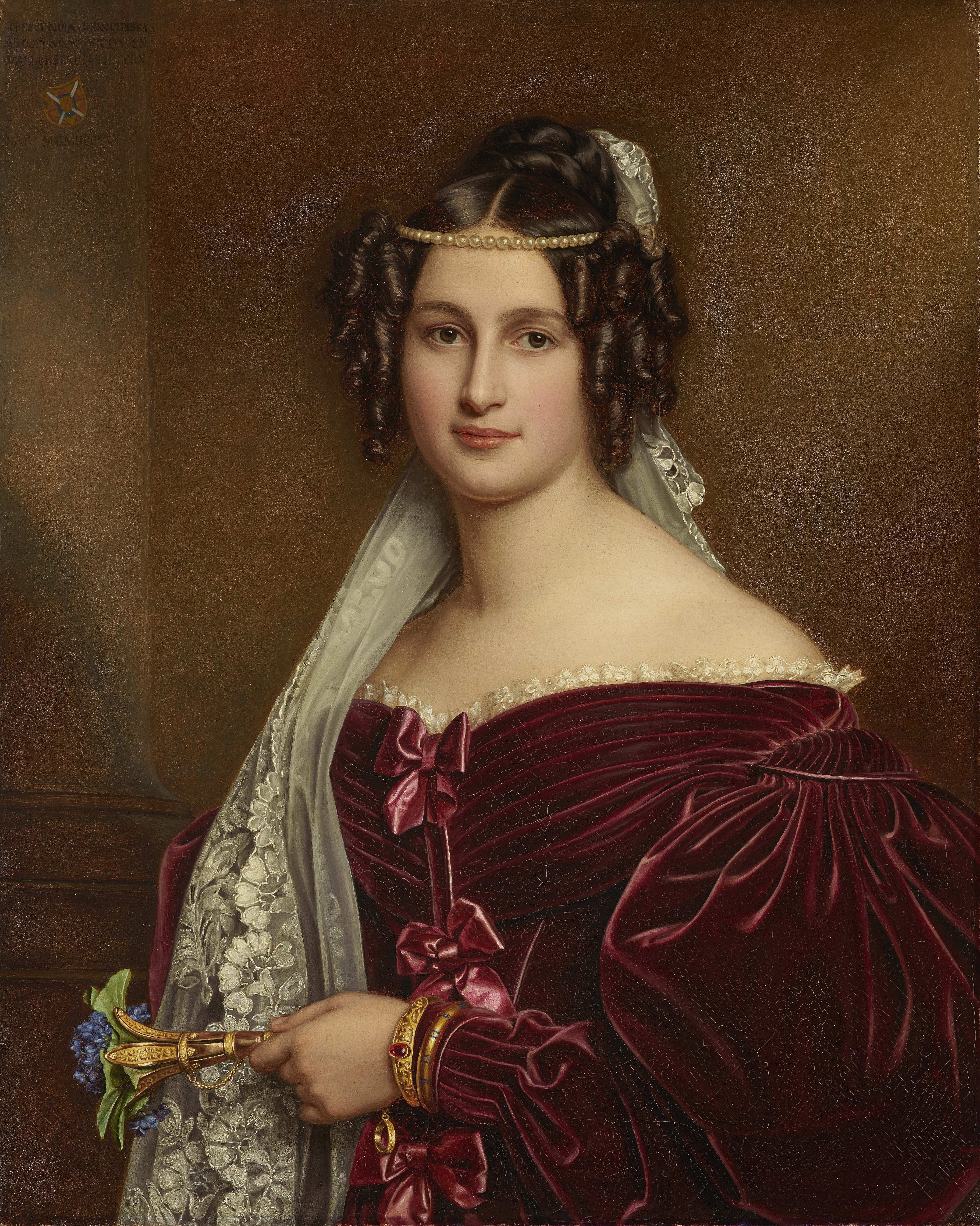
Crescentia Bourgin.
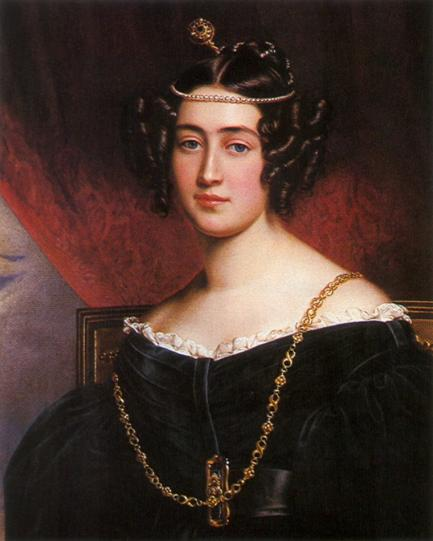
Irène Pallavicini.
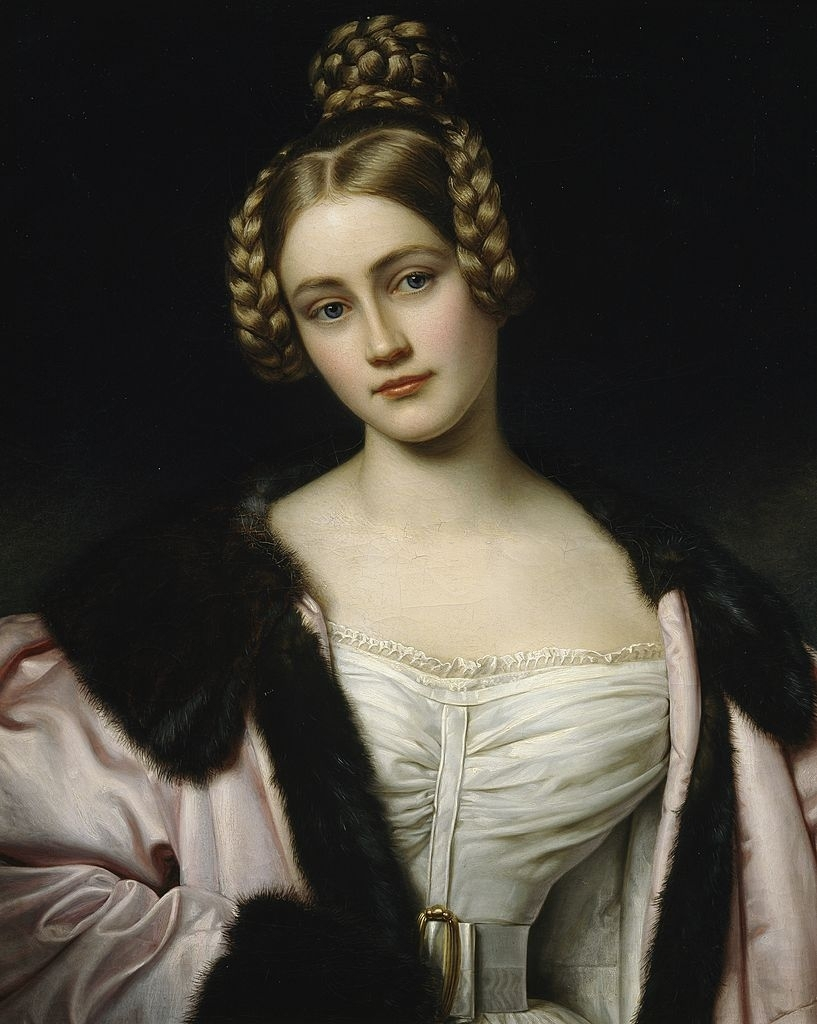
Caroline von Holnstein.
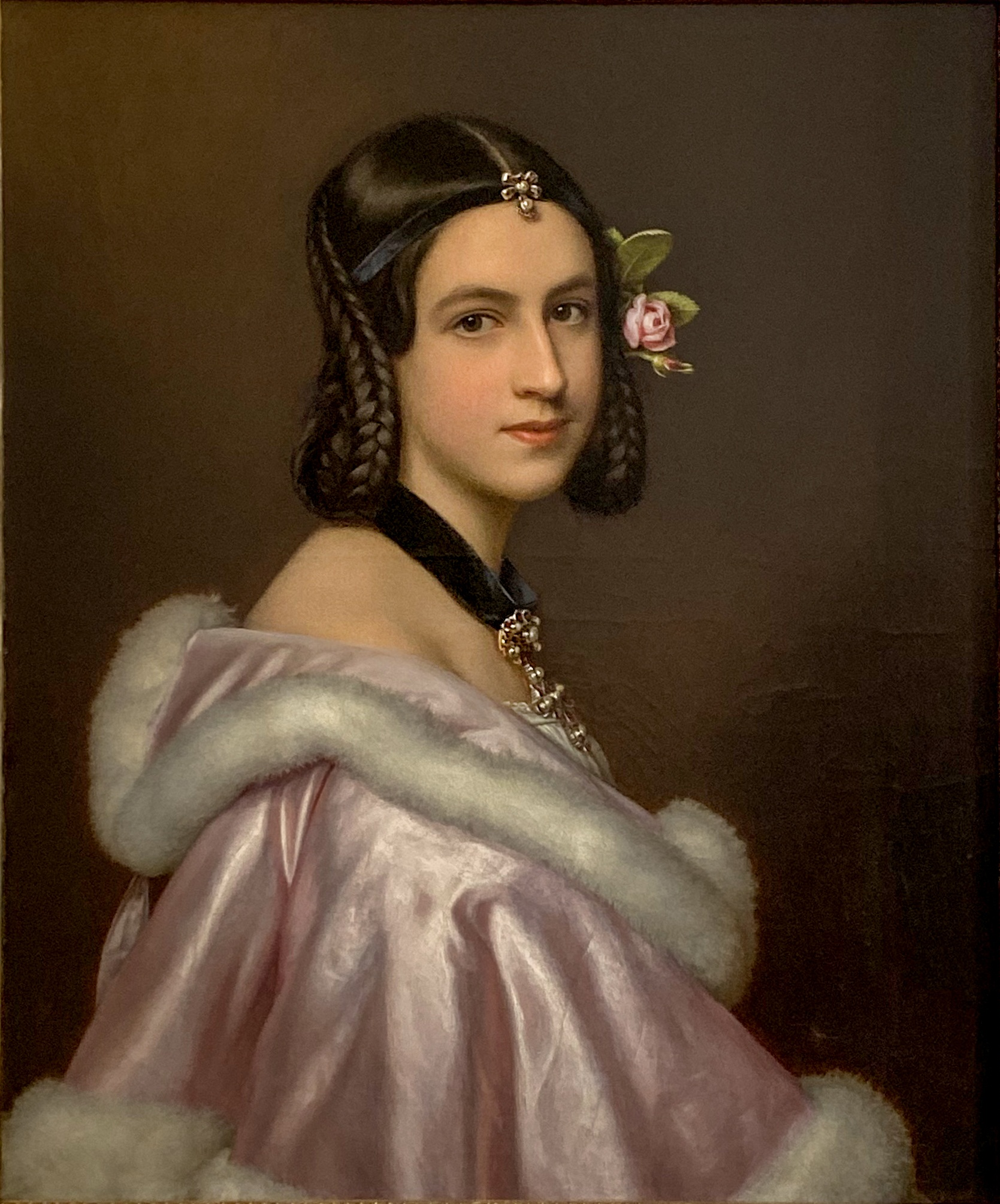
Jane Erskine
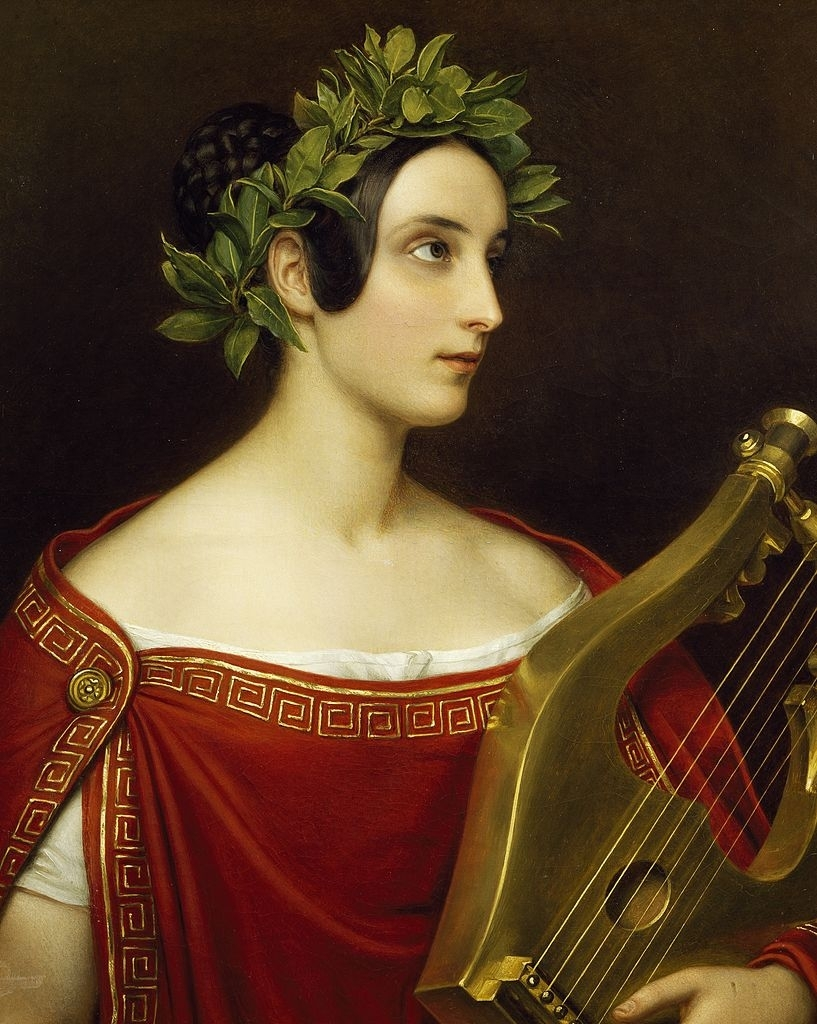
Theresa Spence.
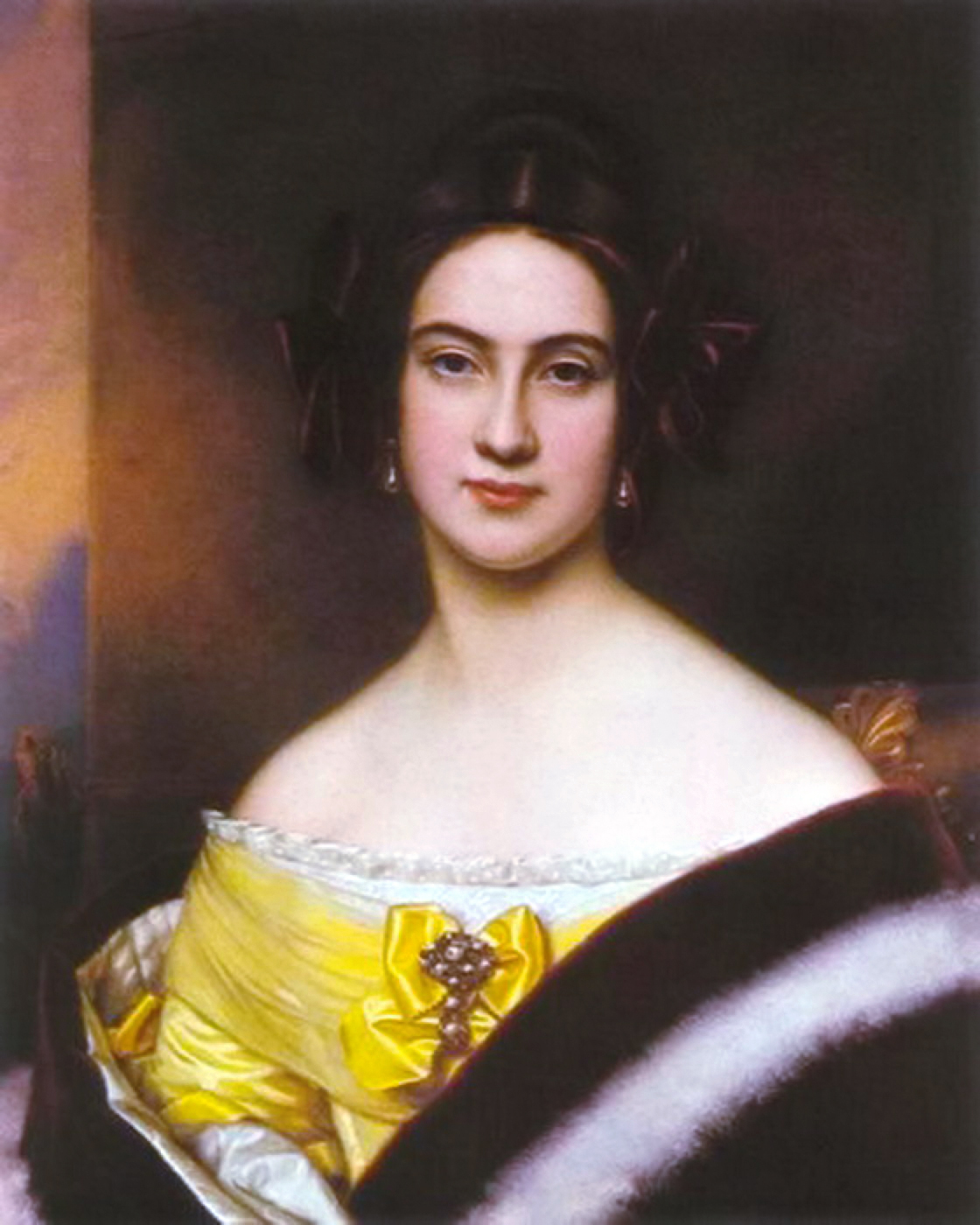
Mathilde von Jordan.

- Amalie von Schintling (1812-1831), 1831
- Hélène Sedlmayr (1813-1898), 1831
- Mademoiselle Bourgin (1806-1853), 1833
- Irène von Pallavicini, future comtesse von Arco auf Steppberg (1811-1877), 1834
- Caroline von Holnstein (1815-1859), 1834
- Jane Erskine (1818-1846), 1837
- Theresa Spence (1815-?), 1837
- Mathilde von Jordan, future baronne von Beust (1817-1856), 1837

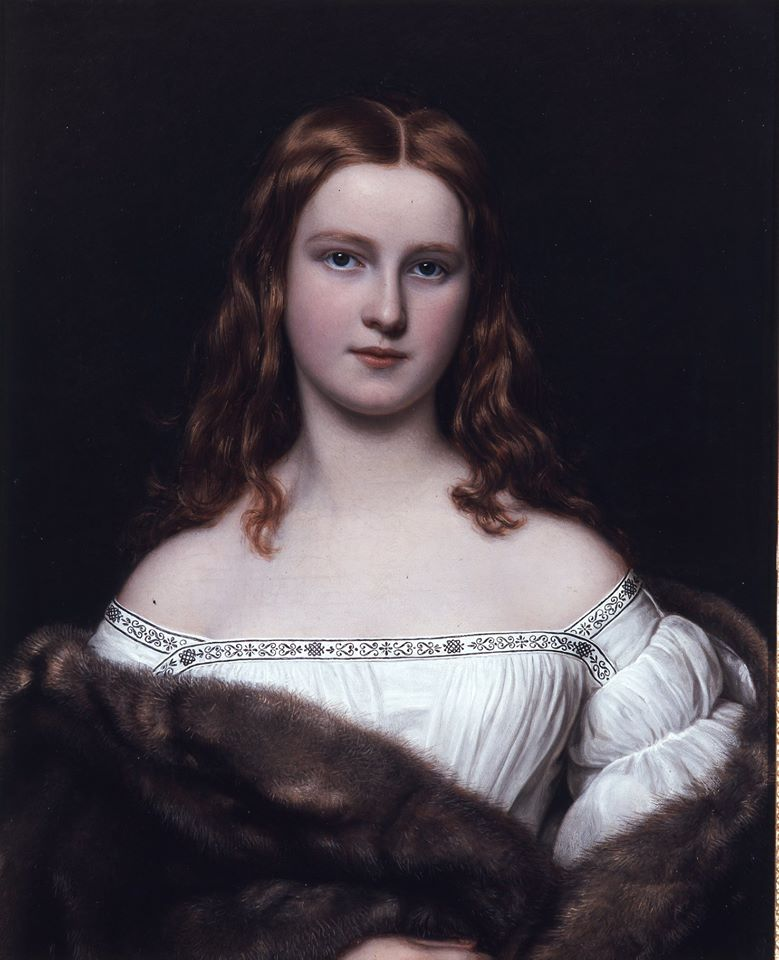
Wilhelmine Sulzer.
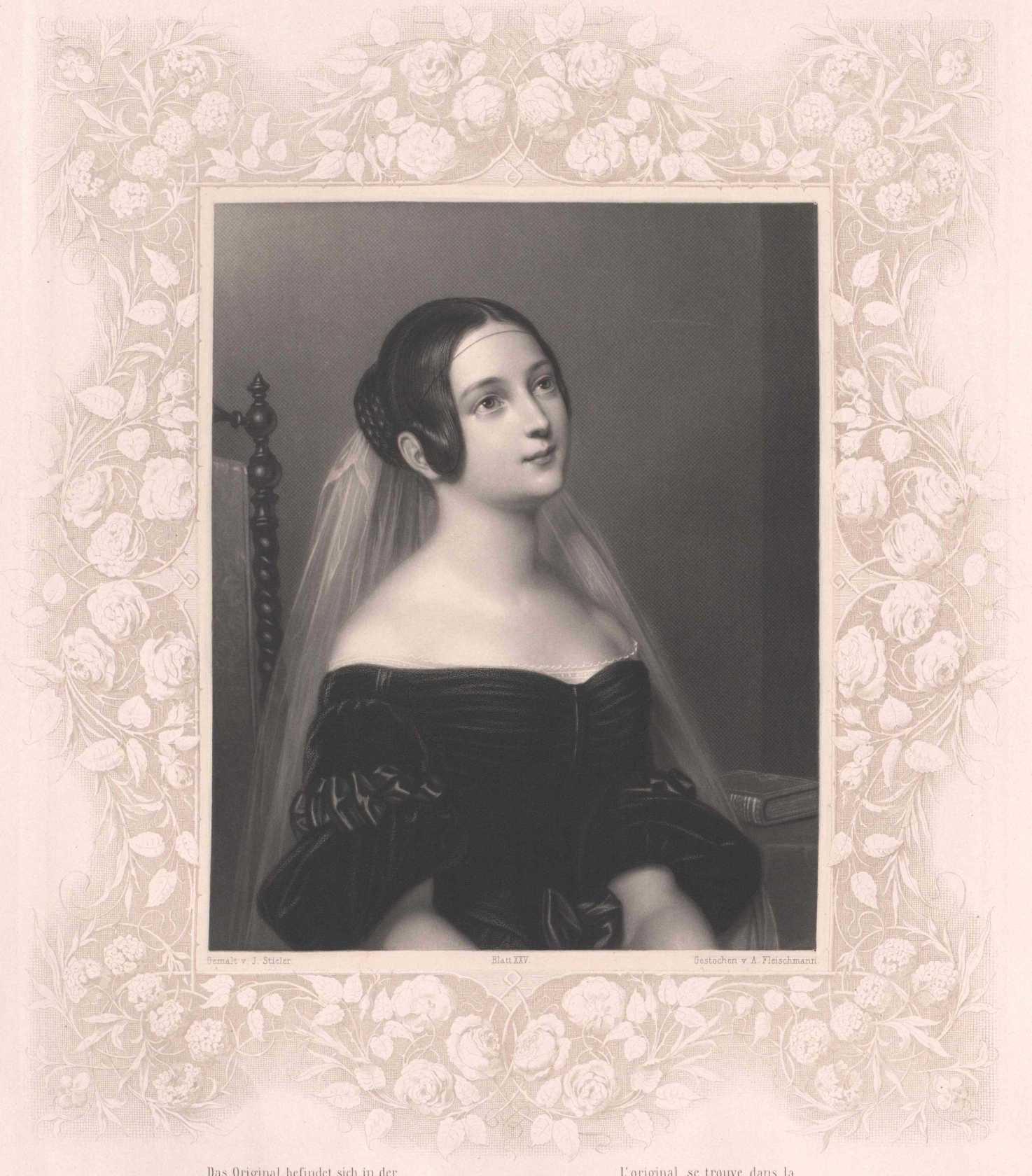
Louise von Neubeck.
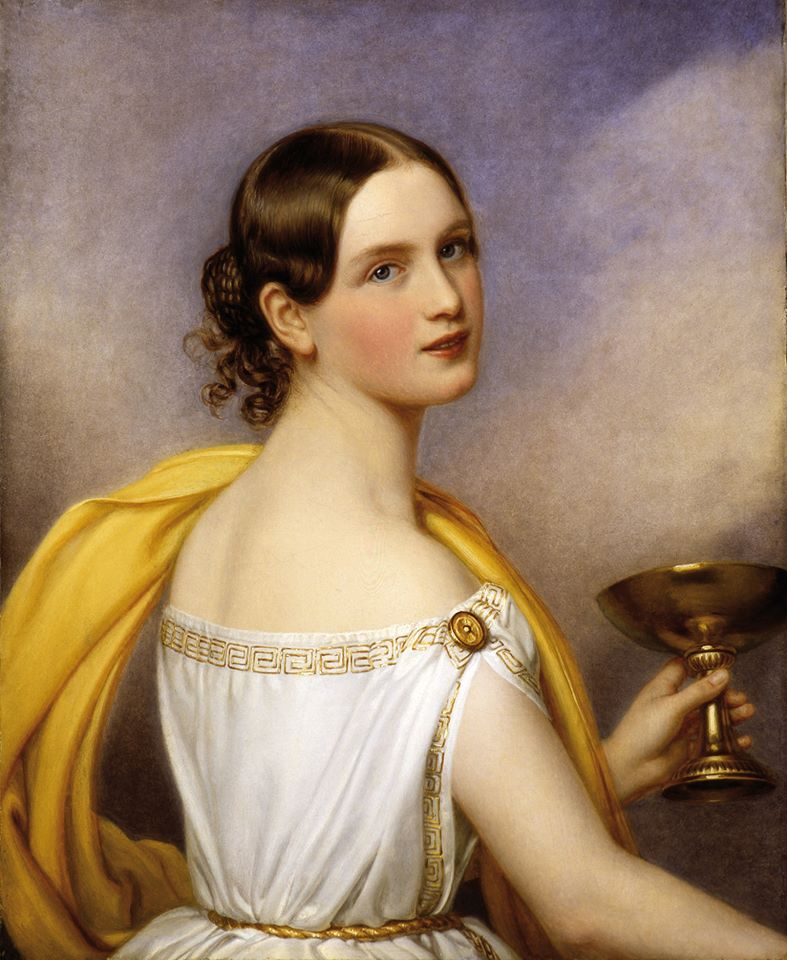
Antonia Wallinger.
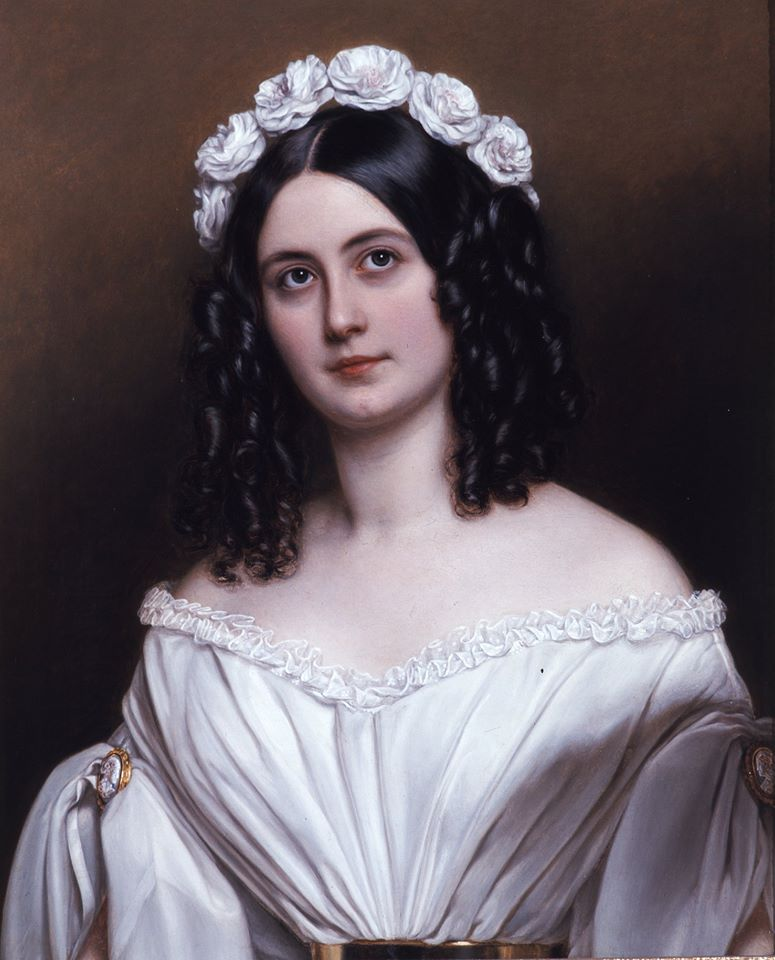
Julie von Bonar.
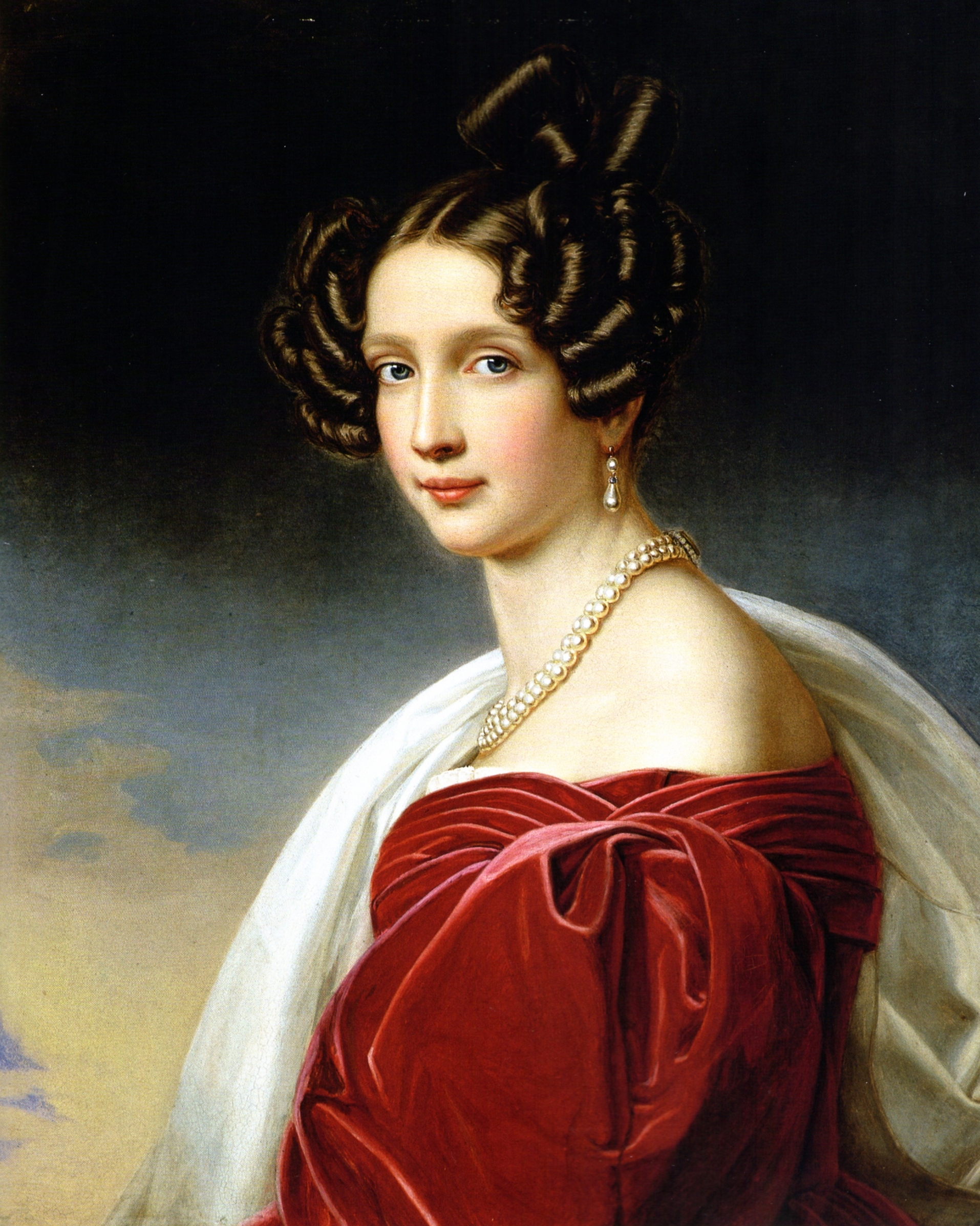
Sophie de Bavière.
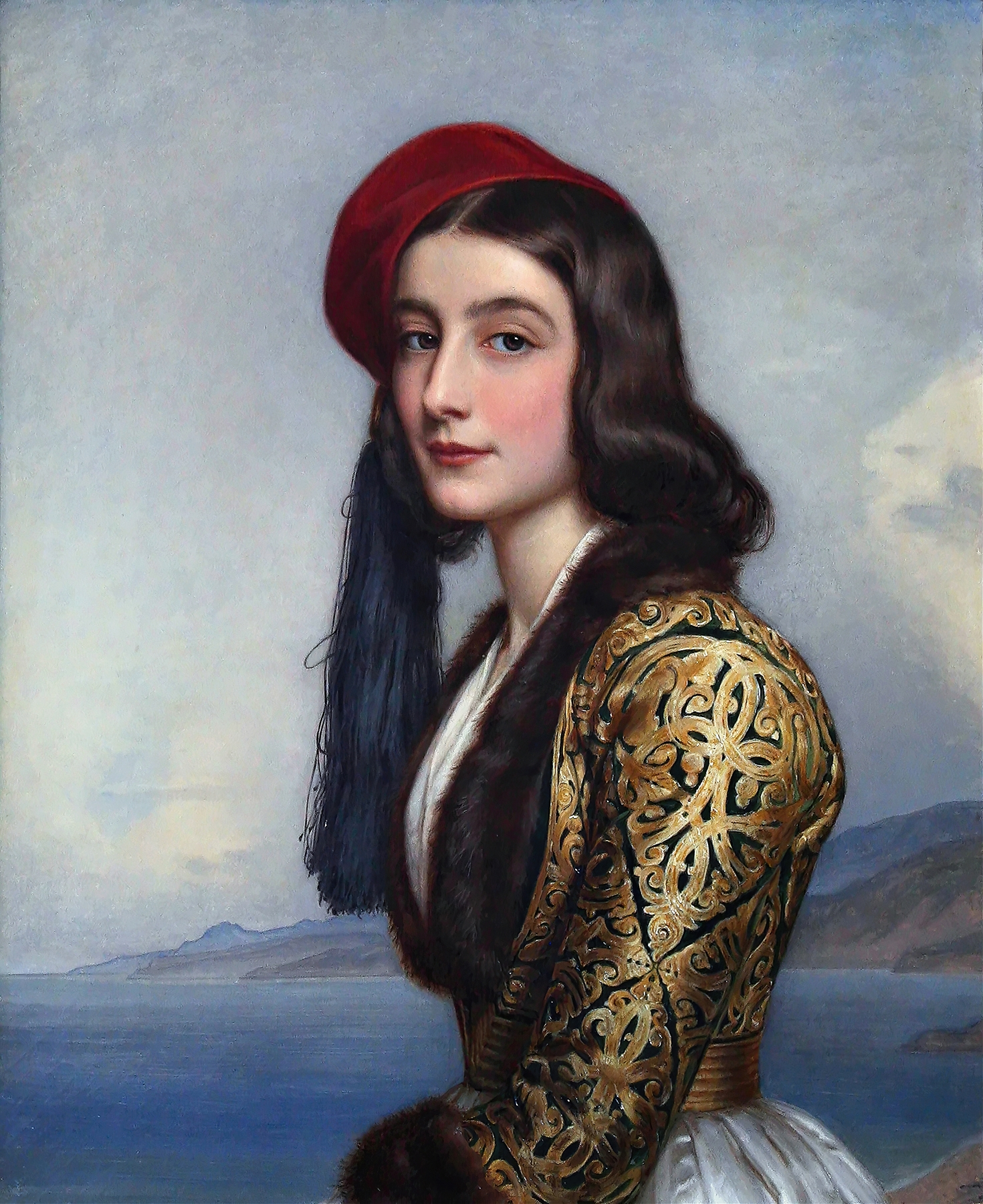
Catherine Botzaris.
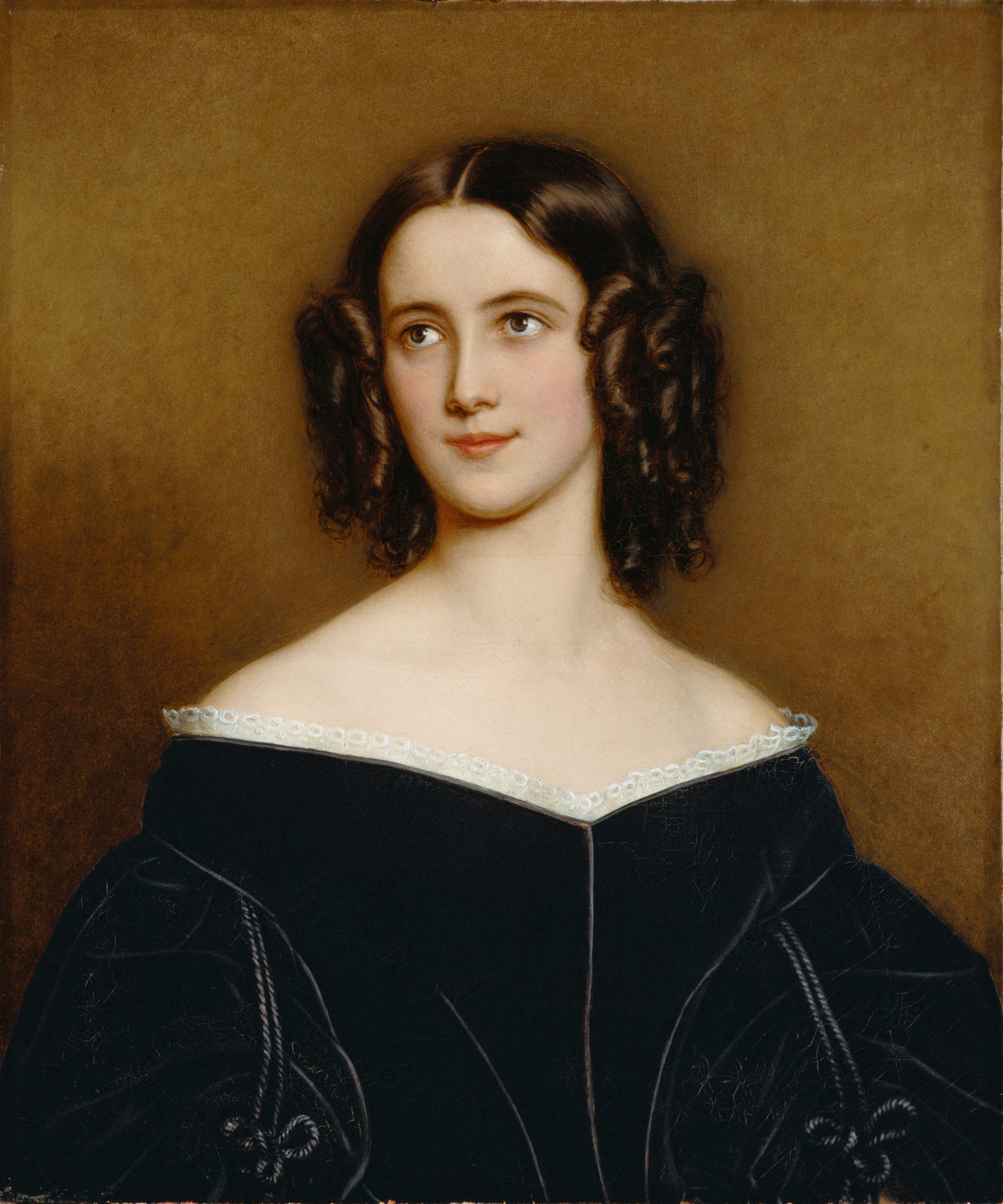
Carolina Lizius.
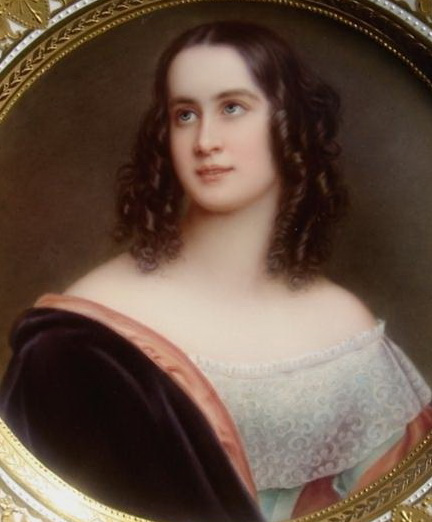
Elise List.
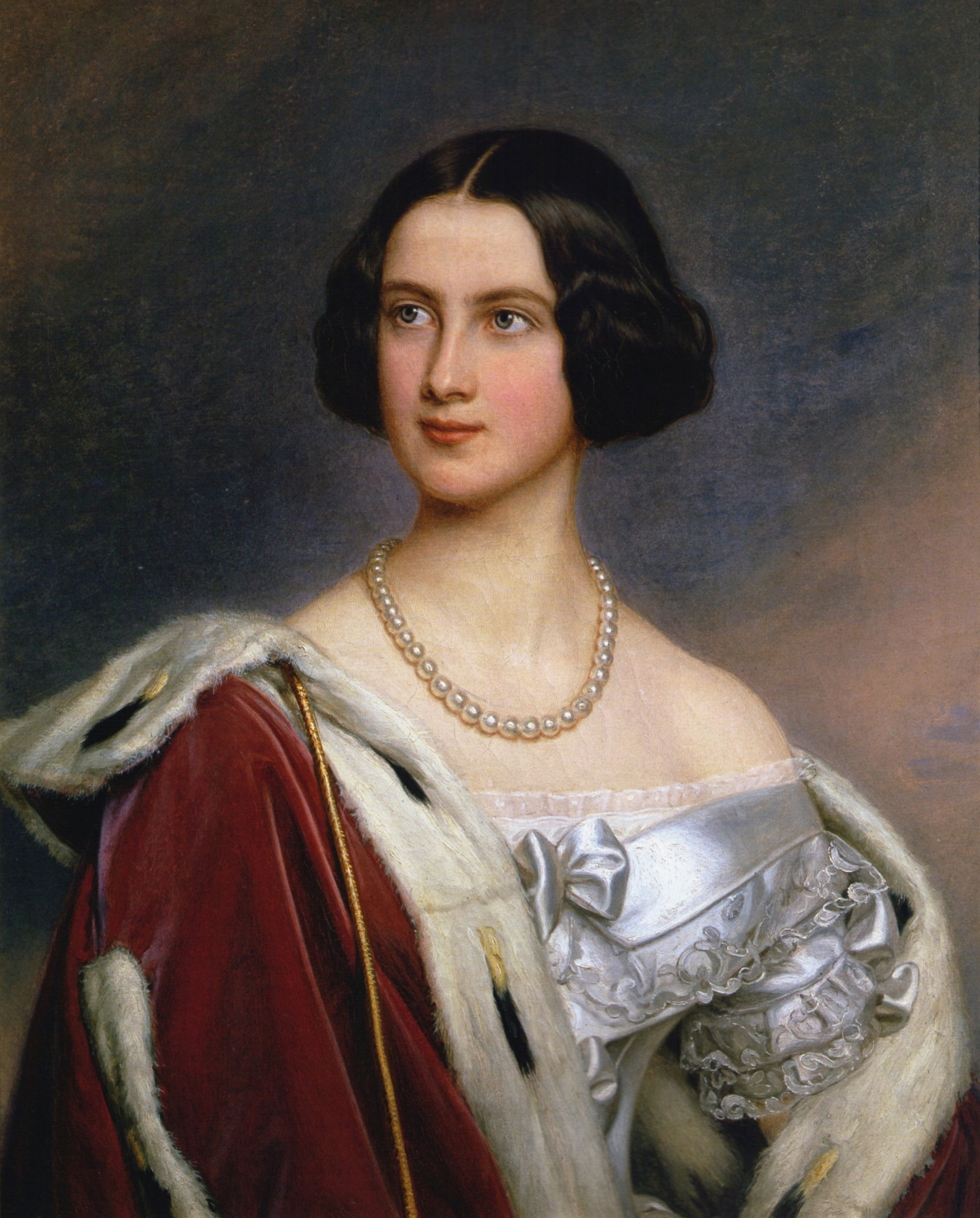
Marie de Prusse.

- Wilhemine Sulzer (1819-?), 1838
- Louise von Neubeck (1816-1872), 1839 (disparu en 1936)
- Antonia Wallinger (1823-1893), 1840
- Rosalie Julie von Bonar (1814-?), 1840
- Sophie de Bavière (1805-1872), 1841
- Catherine Botzaris, future princesse Karadja (1820-1872), 1841
- Caroline Lizius (1825-1908), 1842
- Elise List (1822-1893), 1842
- Marie de Prusse (1825-1899), 1843

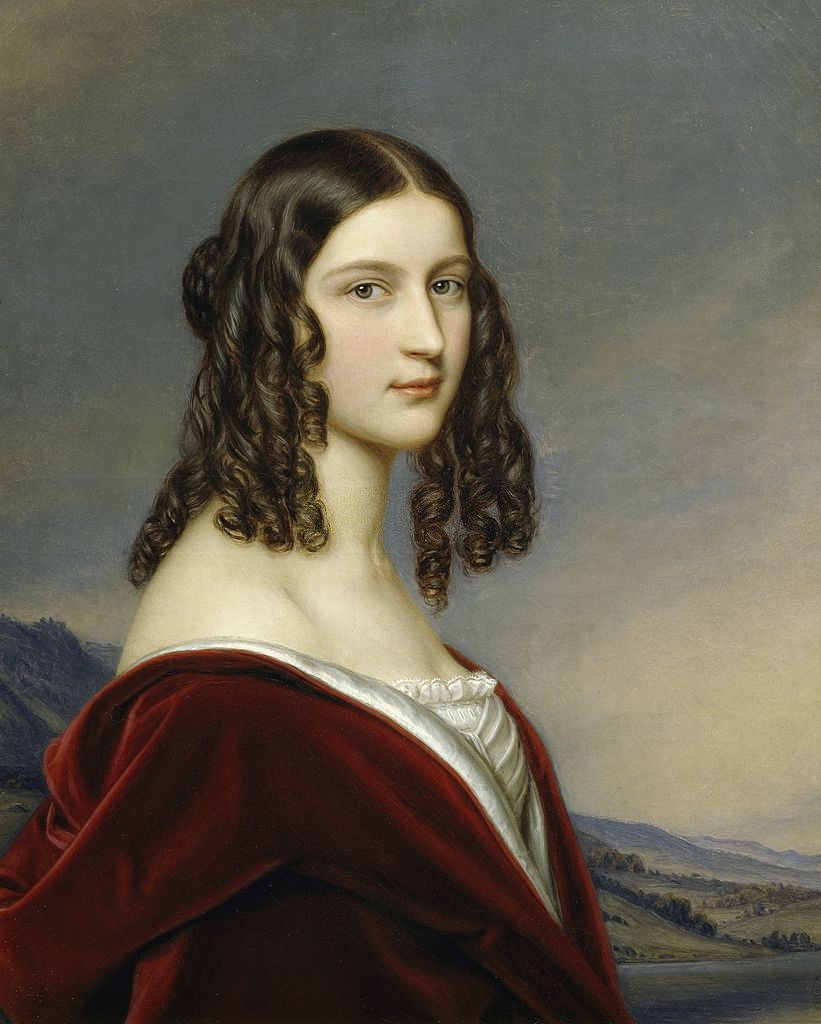
Friederike von Gumppenberg.
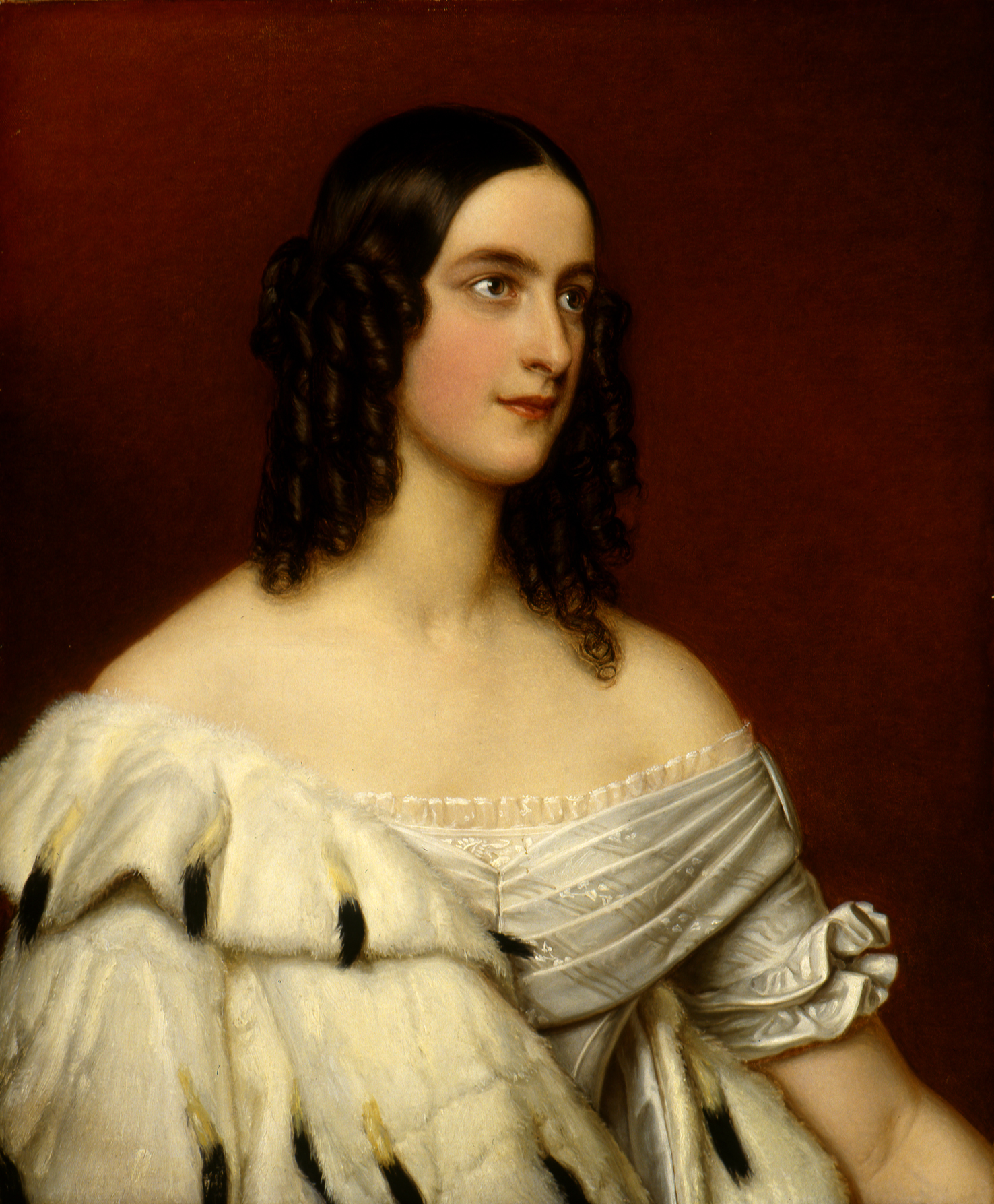
Caroline von Öttingen-Wallerstein.
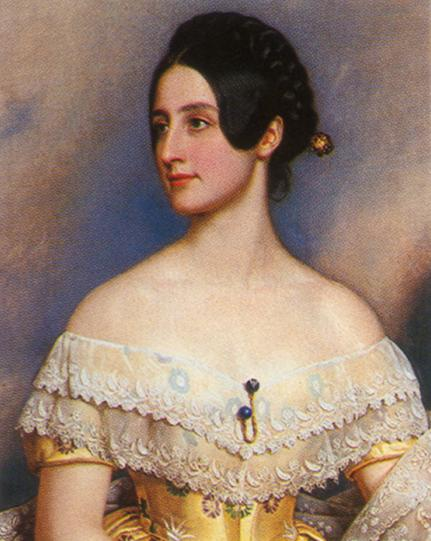
Emily Milbanke.
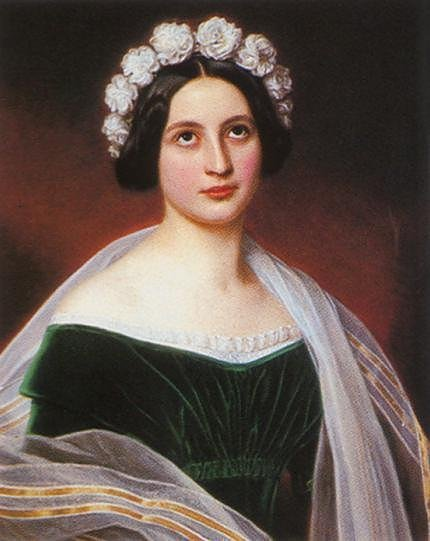
Josepha Conti.
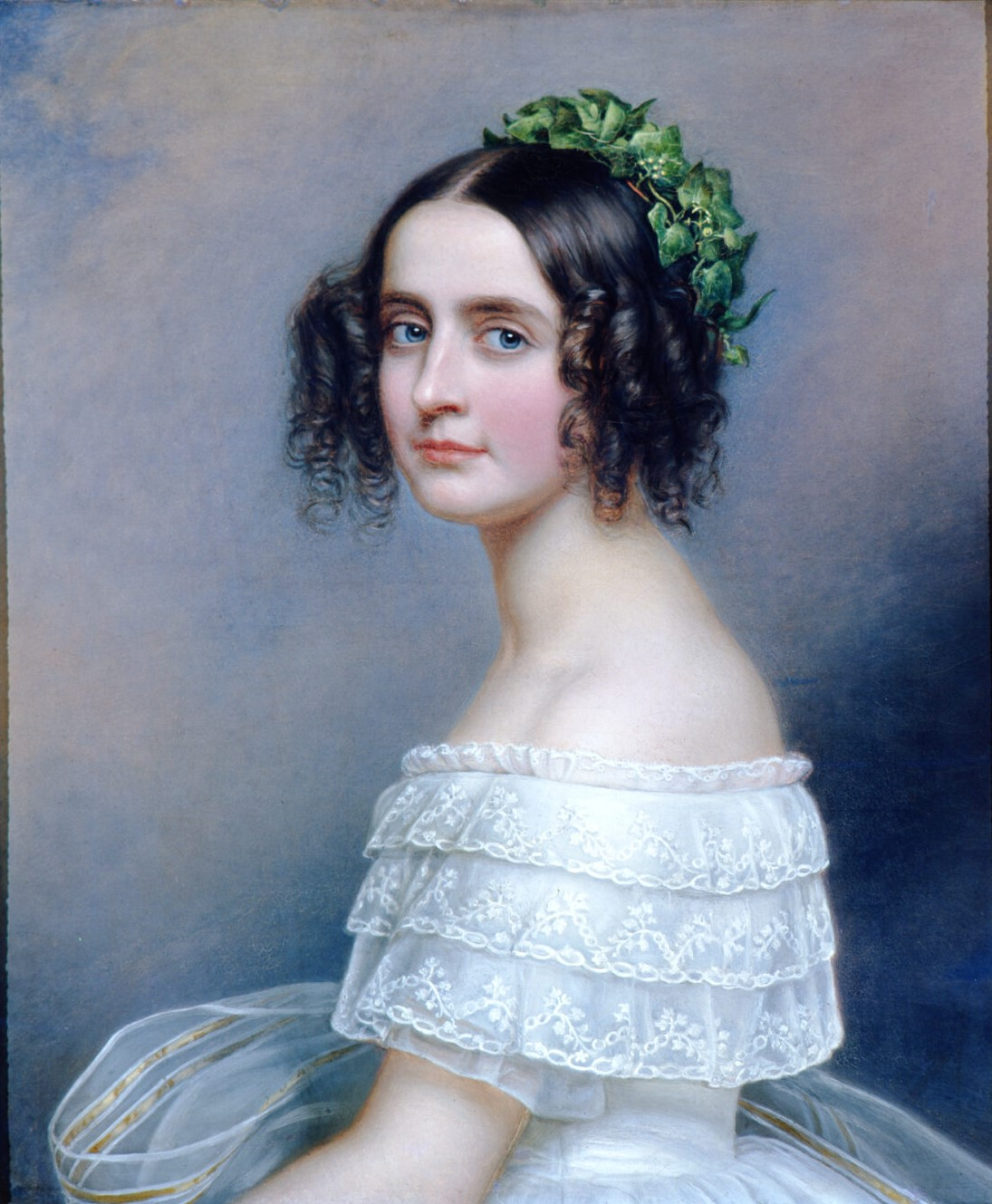
Alexandra de Bavière.
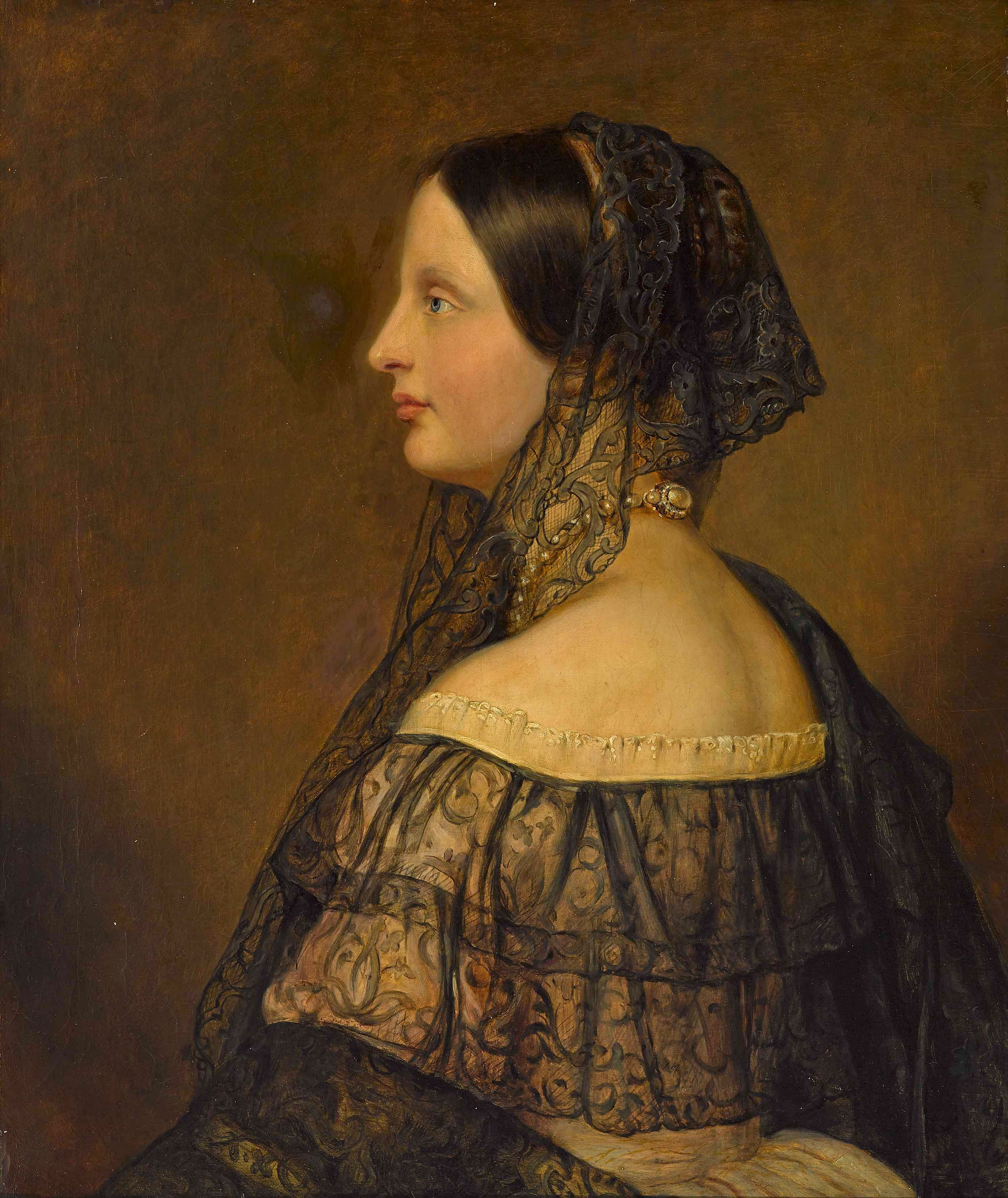
Auguste-Ferdinande de Habsbourg-Toscane.
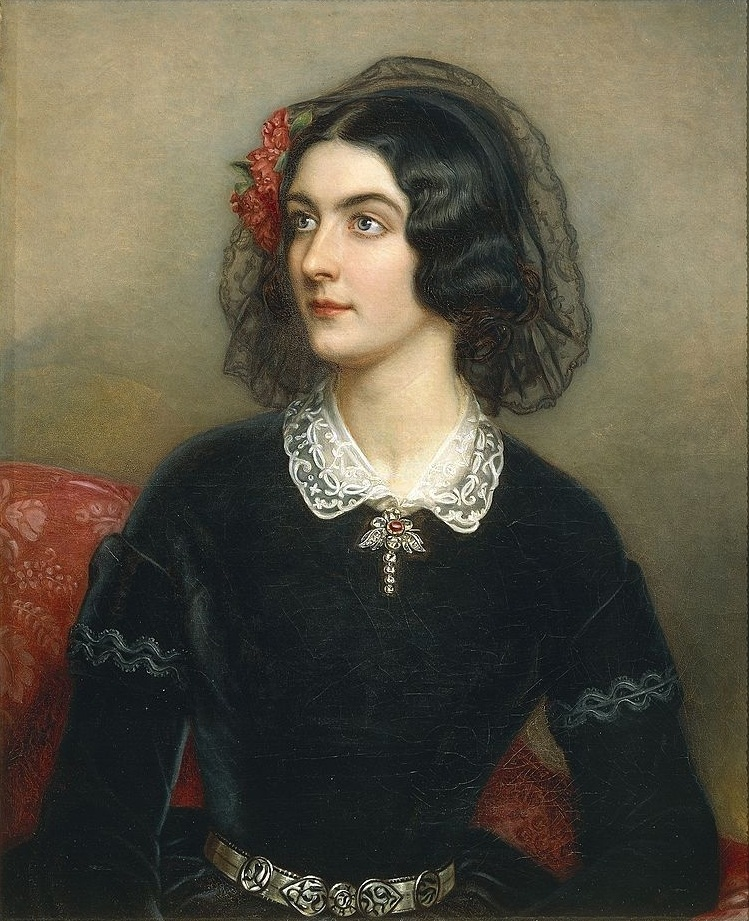
Lola Montez.
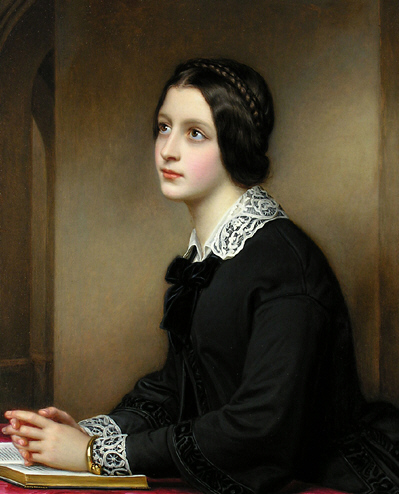
Maria Dietsch.
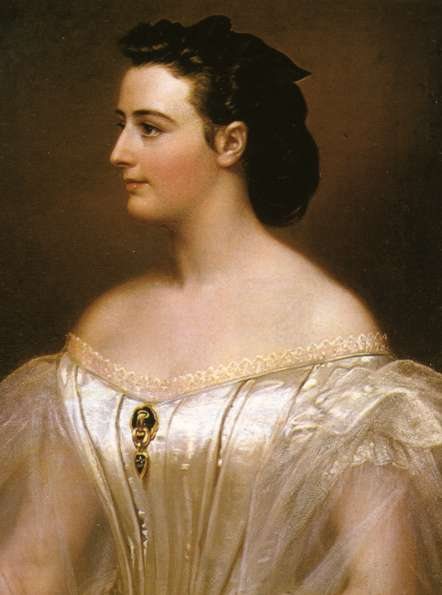
Anna von Greiner.
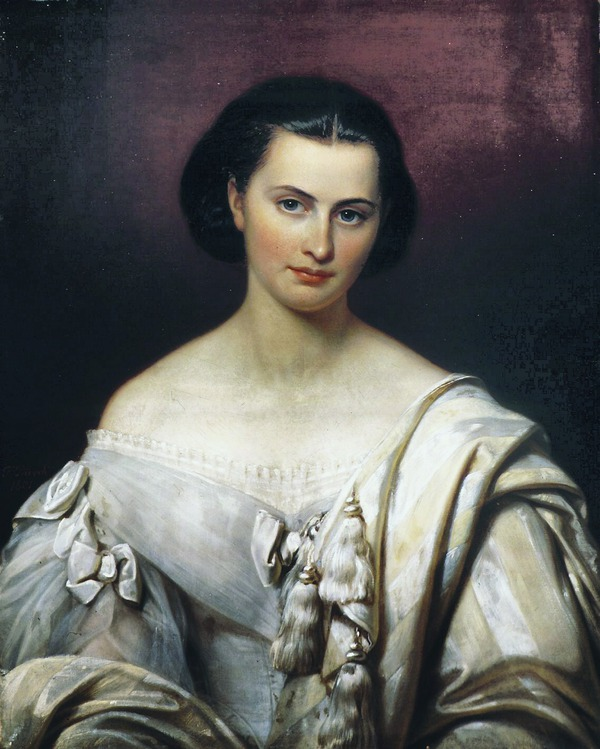
Charlotte von Breidbach-Bürresheim.

- Frédérique von Gumppenberg (1823-1916), 1843
- Caroline von Öttingen-Wallerstein (1824-1889), 1843
- Emily Milbanke (1822-1910), 1844
- Josepha Conti (1823-1881), 1844
- Alexandra de Bavière (1826-1875), 1845
- Auguste-Ferdinande de Habsbourg-Toscane (1825-1864), 1845
- Lola Montez (1821-1861), 1847, maîtresse du roi Louis Ier de Bavière
- Maria Dietsch (1835-1869), 1850
- Anna von Greiner (1836-?), 1861
- Charlotte von Breidbach-Bürresheim, future comtesse Boos zu Waldeck (1838-1920), avant 1863.

## Source
- (de) Cet article est partiellement ou en totalité issu de l’article de Wikipédia en allemand intitulé « Schönheitengalerie » (voir la liste des auteurs).